# Elaeocarpus gustaviifolius
Elaeocarpus gustaviifolius là một loài thực vật có hoa trong họ Côm. Loài này được Knuth mô tả khoa học đầu tiên năm 1941.